# Agrimonte
Agrimonte è una frazione del comune italiano di Corniglio, nella provincia di Parma, in Emilia-Romagna.

## Geografia fisica
Agrimonte sorge, sulla destra orografica del torrente Parma, ad un'altezza di 857 m s.l.m.

## Origini del nome
Chiamato anche con il nome di Gremonte negli antichi documenti, il moderno Agrimonte é un chiaro riferimento alle varie alture su cui si pone il piccolo centro, come il Monte Aguzzo.

## Storia
Sin dall'epoca altomedievale ebbe una certa importanza religiosa e civile: vi esisteva infatti una Cappella, menzionata nel 1230, mentre di un fortilizio si hanno notizie risalenti al 1216, ricavate da alcuni atti di vendita da parte di Armanno da Cornazzano al vescovo di Parma Obizzo Fieschi: "et medietatem pro inviso Castri Agrimontis...".
Il piccolo paesino è arroccato su di uno scoglio, dove le poche abitazioni sono circondate dal bosco in cui si snodano, a partire dal borgo, diverse mulattiere che si inerpicano sulle montagne sovrastanti. Caratteristico per la sua posizione strategica, Agrimonte conserva poco o niente dei ruderi dell’antico fortino, situato sullo scoglio sovrastante il paese, a picco sulla vallata.
Nonostante il castello sia del tutto scomparso, si ipotizza che le sue fondamenta si costituissero lungo il tracciato dove attualmente sono situate le abitazioni. Secondo i paesani esiste una sorgente solforosa, menzionata nelle fonti antiche, localizzata lungo la mulattiera che dal borgo conduce a Bosco. Questa sorgente della Bora è attualmente inaccessibile a causa della fitta boscaglia.